# ピュアニーモ

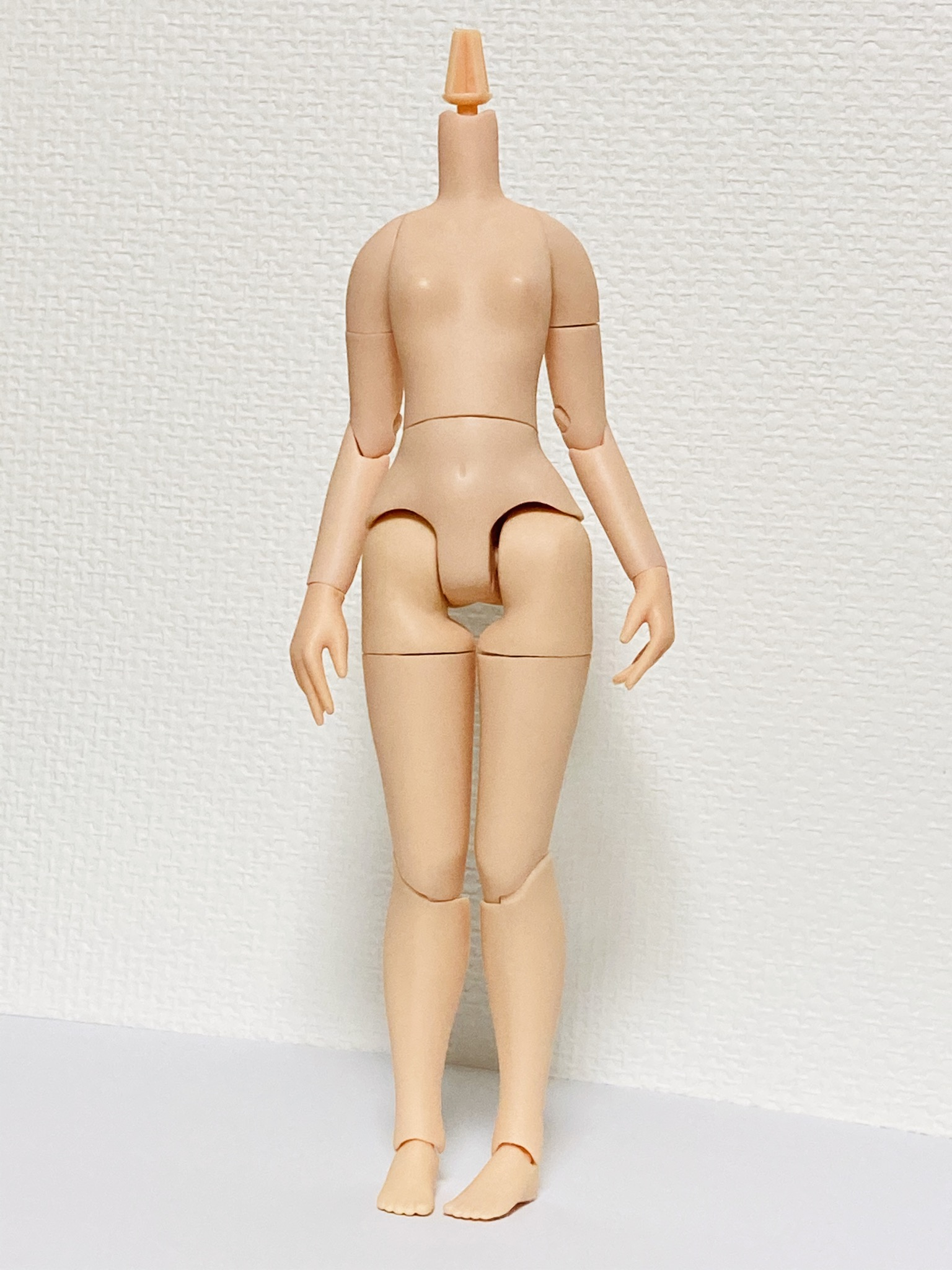
ピュアニーモフレクションS肌色

ピュアニーモとは、アゾンインターナショナルから販売されている1/6スケール人形用素体。
本体のサイズは21cm(XSサイズ)、23cm(Sサイズフレクション及び2エモーション、フィール)、25cm（A~D-TYPEおよびMサイズフレクション、2エモーション、フィール）、26cm（E-TYPE）、27cm（F-TYPE）の3種類(何れもヘッド込み)。素体の色はフレッシュ（肌色）、ホワイト（白肌）の2種類がある（一部サイズのみタン色もある）。

## 素体概要

### ピュアニーモ
基本的に可動する関節の構造はなく、立ち姿のA-TYPE、体操座り姿のB-TYPE、腰掛け姿のC-TYPE、正座座り姿のD-TYPE、A-TYPEの身長を1cm高くした26cmサイズのE-TYPE、A-TYPEのボディラインを変更させ、さらに身長を2cm高くした27cmサイズのF-TYPEの6種類と、オプション替え手4種＆肩パーツのセットがある。
パーツ構成は胴体、肩(左右)、腕(左右)、手首(左右)、足(左右)となっており、それぞれのパーツを組み替えることでポーズをつけることができる。
素材はソフトビニールタイプ(A-TYPEとB-TYPE)と、PVCを使用したアドバンスタイプ(A~F-TYPE
、替え手パーツAセット)の2タイプ。
ソフトビニールタイプはB-TYPEのパーツ単体販売があり、アドバンスタイプはノーマルに加えて素体に陰影塗装を加えたシャドウの2パターンがあり、それぞれ素体本体およびパーツをフルセットにして販売されている。

### ピュアニーモフレクション
肘と膝、足の付け根、足の四箇所に可動関節を加えたもので、肩、手首、腿のジョイントはアドバンスタイプのパーツ（ただしF-TYPEには非対応）との互換性がある。
PVC素材で製造され、2009年3月発売予定のぴぴ→からっとシリーズの3体から素体採用となる。
ボディ本体のみは2009年初夏に発売。
その後、足首を外れにくい仕様に変更したものが登場。本体の単体販売時はパッケージに変更後のものであるとするシールが貼られている。こちらはえっくす☆きゅーと7thシリーズより採用される。LLバストボディも登場。
のちに肩や股の関節を追加したピュアニーモフレクションフル稼働がリリースされる。

### ピュアニーモフレクション サイズ展開
これまで「えっくす☆きゅーと」シリーズに採用していたサイズを「ピュアニーモフレクションSボディ」とし、ラインナップを大幅に増やした。またバスト部分にもサイズバリエーションがある。キャラクタードールではSボディLLバストなど組み合わせを変えたものも存在する。
以下は、採用している主なドール
ピュアニーモフレクションXSボディ：ちさ(4th以降)、ニナ(3rd以降)、つきは、ケイティ、メリル、ラヴィ、レベッカ、ティア
ピュアニーモフレクションXSボディ男の子：あおと(4th以降)、ゆうた、そらね、ノーア、カイル、ティオ、ルキノ
ピュアニーモフレクションSボディ(女の子)：えっくす☆きゅーとメンバー(Sボディと明記があるものは8th以降/ライリ除く)、せら(4th以降)、ぴぴ→からっとメンバー
ピュアニーモフレクションSボディ(男の子)：ニール、マイロ、ヴィンス
ピュアニーモフレクションMボディ：みあ、ライリ、みなみ先生、わかば、サアラズ・ア・ラ・モードメンバー
ピュアニーモフレクションMボディLLバスト：みお、ふうか

### ピュアニーモ2エモーション / フィール
関節を強化、可動範囲が拡大したピュアニーモ2 エモーションが2017年にえっくす☆きゅーと12thシリーズより採用。2020年にはボディライン重視の改変版ピュアニーモ2 フィール
が登場。ハンドパーツはエモーション・フィール用でなく、フレクション用のものも使用可能。
また、フィール版登場に伴い、ドールアイ用ヘッドも登場した。

## 使用されている人形

### アゾンインターナショナルオリジナル
えっくす☆きゅーと
サアラズ・ア・ラ・モード
ぴぴ→からっと
- にーもちゃん
- りぽちゃん
- れぽちゃん

アルヴァスタリア
ルミナスストリート
からふるDreamin'

### キャラクタードール
- ぺと子(ぺとぺとさん)※ソフトビニールA-TYPE使用
- ぬりちゃん(ぺとぺとさん)※ソフトビニールA-TYPE使用
- 葉月(月詠 -MOON PHASE-)※ソフトビニールB-TYPE使用
- 閻魔あい(地獄少女)※描き目版でアドバンスA-TYPE＆B-TYPEセット(美白タイプ)使用
- シャナ(平井ゆかりver)(灼眼のシャナ)※アドバンスA-TYPEセット使用
- ルイズ(ゼロの使い魔　双月の騎士)※アドバンスA-TYPEセット・B-TYPE替え手(左右)・持ち手(新規)使用
- グラドリエル=ド=ヴァレンディア(プリンセスクラウン)※アドバンスA-TYPEセット使用
- 秋姫すもも(ななついろ☆ドロップス)※アドバンスA-TYPEセット使用
- じえいたん(魔法の海兵隊員ぴくせる☆まりたん)※アドバンスA-TYPEセット使用
- イリヤ(イリヤスフィール=フォン=アインツベルン/Fate/stay nightシリーズ) ※アドバンスA-TYPEボディ・手首のみアドバンスB-TYPE替え手(左右)使用
- 千堂瑛里華(FORTUNE ARTERIAL)※アドバンスF-TYPEボディ使用
- ゆの(ひだまりスケッチ×365)※アドバンスA-TYPEボディ使用
- ナギ(かんなぎ)※フレクションボディ使用（誌上およびWeb通販限定）
- ざんげちゃん(かんなぎ)※フレクションボディ使用（イベントおよびアゾネット限定）

### 他社メーカードール
- ruruko(※ペットワークス製ドール、rurukoはXSフレクション女の子ボディ、rurukoboyはXSフレクション男の子もしくはSフレクション男の子ボティ)